# Premi Mundial de Fantasia
Els Premis Mundials de Fantasia són un conjunt de premis atorgats cada any a la millor obra de fantasia publicada durant l'any anterior. Organitzat i supervisat per la Convenció Mundial de Fantasia (World Fantasy Convention, en anglès), els premis s'entreguen cada any en la convenció anual del mateix nom, com a acte central de l'esdeveniment. És considerat un dels premis més prestigiosos dintre del gènere de la fantasia i la ficció especulativa.
Es van atorgar per primera vegada l'any 1975, en la primera Convenció Mundial de Fantasia, i s'han atorgat anualment des de llavors. Al llarg dels anys les categories presentades han canviat. L'edició de 2022 repartirà premis en cinc categories escrites, una categoria per a artistes, i dues categories especials per a honorar el treball d'autors en el camp general de la fantasia.
Els candidats i guanyadors del Premi Mundial de Fantasia són escollits pels assistents a la convenció i un grup de jutges, que normalment són autors de fantasia. Els guanyadors reben una estatueta dissenyada per Vincent Villafranca que representa un arbre davant d'una lluna plena.

## Història
Els Premis Mundials de Fantasia es van establir en la primera Convenció Mundial de Fantasia, una reunió anual de professionals, col·leccionistes i altres interessats en el camp de la fantasia, que es va celebrar per primera vegada l'any 1975 en Providence, la ciutat natal de l'escriptor H. P. Lovecraft. L'eix principal de la primera convenció va ser el Cercle Lovecraft, i es va escollir com a trofeu pels guanyadors del premi un bust de H. P. Lovecraft caricaturitzat pel dibuixant Gahan Wilson. Segons Wilson, el sentit dels premis era donar una mena d'agraïment als escriptors que treballen en l'àrea de la literatura fantàstica, una àrea que es distingeix massa sovint per provocar indiferència.

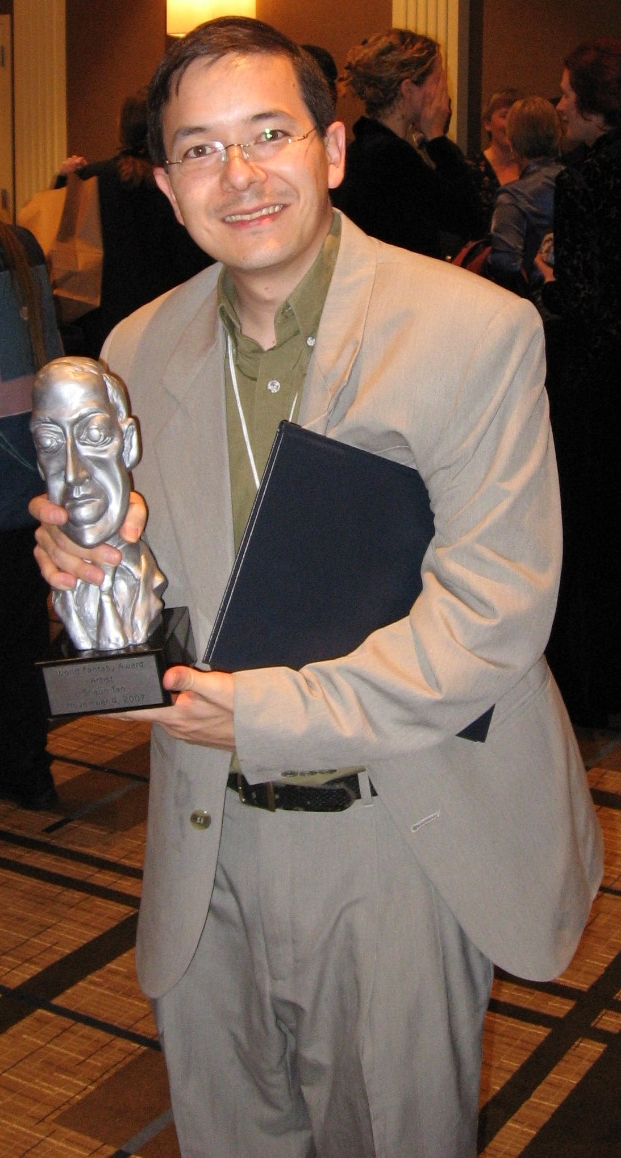
Shaun Tan amb el seu premi "Howard" al millor artista, l'any 2007.

A causa de la controvèrsia que havia sorgit sobre la història de racisme associada a Lovecraft, l'any 2015 es va decidir canviar el disseny del trofeu, entregant a partir d'aquell moment una estatueta que representa un arbre davant d'una lluna plena, dissenyada per Vincent Villafranca. Aquest nou premi tracta d'evocar l'ús d'arbres i imatges nocturnes en la mitologia, la fantasia i les obres de terror.

## Funcionament
Els nominats i guanyadors del Premi Mundial de Fantasia són determinats per jutges entre les obres de fantasia publicades l'any anterior a la convocatòria. També participen en la selecció els assistents a la Convenció Mundial de Fantasia, que poden determinar dos dels llocs de cada categoria de la votació final. Només poden ser escollides persones vives.
El grup de jutges està format per autors de fantasia, així com a altres professionals del gènere i és escollit cada any per l'administració del Premi Mundial de Fantasia la qual es reserva el dret de decidir en cas d'empat. Aquesta administració és un subgrup del consell directiu de la Convenció Mundial de Fantasia, que selecciona localitzacions per a les properes convencions.
Els candidats als premis s'anuncien al juliol i la llista final per categoria es presenta a la Convenció Mundial de Fantasia que se celebra a finals d'octubre. Els guanyadors del premi a la Trajectòria són escollits directament pels jutges i s'anuncien juntament amb els nominats de la resta de categories. El guanyador del premi de la Convenció és seleccionat pels organitzadors de la Convenció.

## Categories
Els premis s'han atorgat en diverses categories des de 1975. Tot i que és esbiaixat cap al gènere de la fantasia i el terror, de vegades s'han escollit diverses novel·les de ciència-ficció. Els requisits d'elegibilitat estan vagament definits: les obres han d'haver-se publicat en l'any anterior i els professionals han de ser vius. S'accepten tots els tipus d'obres de fantasia, independentment del subgènere o l'estil. La categoria a la trajectòria es concedeix a persones relacionades amb el gènere fantàstic, tot i que es tracta d'una tendència i no pas una regla, ja que els guanyadors d'aquesta categoria de 2010 a 2013 van ser autors.
- Novel·la: històries de més de 40.000 paraules.
- Novel·la curta: històries entre 10.000 i 40.000 paraules.
- Relat curt: històries de menys de 10.000 paraules.
- Col·lecció: recull d'històries d'un únic autor.
- Antologia: recull d'històries de diversos autors.
- Artista.
- Premi especial - professional: professional a l'àmbit de la fantasia.
- Premi especial - no professional: no professional a l'àmbit de la fantasia.
- Premi de la convenció: per la seva contribució destacable al gènere de la fantasia.
- Premi a la trajectòria: per la seva trajectòria a l'àmbit de la fantasia.

## Reconeixements
Els premis han estat destacats pel seu prestigi per alguns crítics literaris i s'ha destacat com a un dels tres premis més prestigiosos de la ficció especulativa, juntament amb els premis Hugo i Nebula. L'any 2010, George R. R. Martin va comparar el fet de guanyar els tres premis (Hugo, Nebula, i el Mundial de Fantasia), com aconseguir "una triple corona".